# Cryptolabis (Cryptolabis) tridenticulata
Cryptolabis (Cryptolabis) tridenticulata is een tweevleugelige uit de familie steltmuggen (Limoniidae). De soort komt voor in het Neotropisch gebied.